# Lyonia rigida
Lyonia rigida là một loài thực vật có hoa trong họ Thạch nam. Loài này được (Pursh) Nutt. mô tả khoa học đầu tiên năm 1818.